# Avenida Rómulo Gallegos (Caracas)
Avenida Rómulo Gallegos es el nombre que recibe una vía de transporte que recorre de oeste a este gran parte del territorio de la parroquia urbana Leoncio Martínez, en el Municipio Sucre, al este del Distrito Metropolitano de Caracas, en jurisdicción del Estado Miranda y al centro norte del país sudamericano de Venezuela. Debe su nombre al conocido escritor venezolano, Rómulo Gallegos.

## Descripción

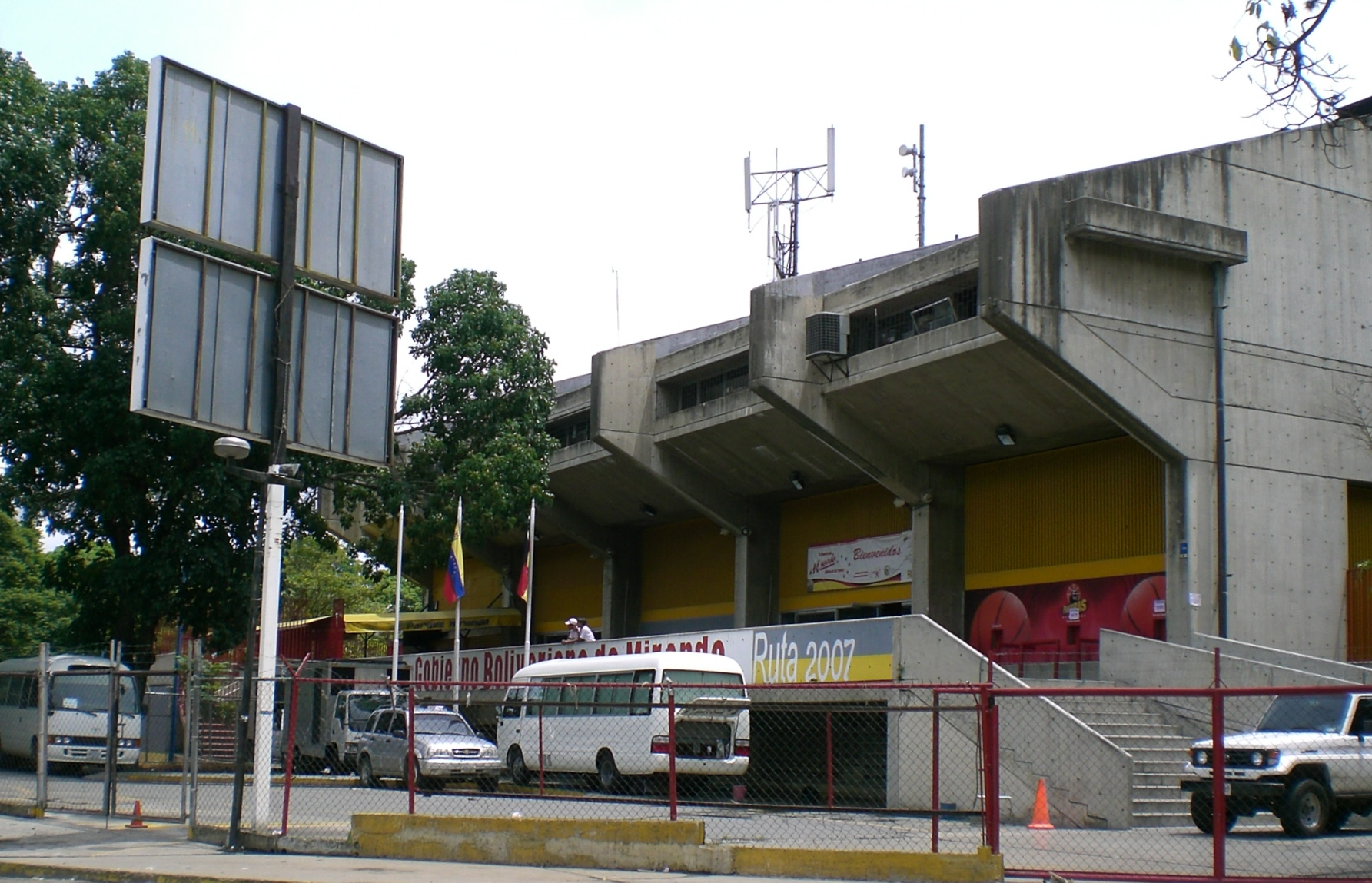
El Parque Miranda frente a la Avenida

Se trata de una arteria vial que conecta la Avenida Francisco de Miranda con la Carretera Vieja Petare - Guarenas y la Autopista Francisco Fajardo. En su recorrido también se vincula con la Avenida Principal de la Urbina, la Calle Guaicaipuro, la Avenida Sánz, la Calle Angostura, la Calle Pedro Manrique, la Avenida Central de Horizonte, la transversal 4, la Calle La Cruz Boleíta Norte, la Calle Capitolio, la Avenida Principal de Boleíta, la Avenida Las Palmas, la Calle San Isidro, la Avenida Guanchez, la Avenida El Carmen, la Avenida Principal de la Carlota, la Avenida Principal de Los Dos Caminos, la Avenida Principal de Sebucán, la Avenida Santa Eduviguis, la Avenida 2 Santa Eduviguis, Avenida 3 Santa Eduviguis, entre otras.
Destacan en sus alrededores el Parque Sebucán, la torre KLM, la Torre SQ la futura estación Miranda (metro de Caracas), el parque Miranda (incluyendo el Gimnasio José Joaquín Papá Carrillo), el Millenium Mall, la Torre El Samán, la Torre Capital, la Iglesia San Antonio María Claret, la Universidad Alejandro de Humboldt, U.E. Luis Beltran Prieto Figueroa, el Centro Juvenil Don Bosco, el Centro Aloa, el Parque de Recreación Rómulo Gallegos, la Iglesia María Auxiliadora, entre muchos otros.

## Historia
Durante las protestas en Venezuela de 2014, Elvis Rafael Durán De La Rosa, de 29 años, impactó con un alambre metálico colocado por protestantes en la avenida, a la altura de la urbanización Horizonte, mientras regresaba de su trabajo en su motocicleta, a su casa en el barro 24 de julo de Petare. El gobierno y Provea sostienen que fue degollado, pero Foro Penal señala que el alambre lo impactó en el pecho y lo hizo caer contra el pavimento, muriendo por la contusión en la cabeza. Los protestantes que se encontraban en la cercanía huyeron asustados al presenciar el hecho.